# Il mare dei papaveri
Il mare dei papaveri è il 12° album musicale del cantautore italiano Riccardo Cocciante, pubblicato in italiano, inglese, portoghese, francese e spagnolo. A luglio del 1986, le copie vendute dal disco sono oltre 250.000.

## Tracce
Testi di Mogol e musiche di Riccardo Cocciante, eccetto dove indicato
Il disco è costituito da 10 tracce:
Lato A
1. Il mare dei papaveri – 3:37
2. Tempo nuovo – 4:21
3. Due – 3:24 (testo: Jean-Loup Dabadie e Mogol – musica: Riccardo Cocciante)
4. Sabato rilassatamente – 3:12
5. Questione di feeling – 4:40 – duetto con Mina

Lato B
1. Al centro del silenzio – 3:19 (testo: Jean-Loup Dabadie e Mogol – musica: Riccardo Cocciante)
2. Marilyn – 3:32
3. Concerto nello spazio – 4:30
4. La canzone dell'infinito – 3:21 (testo: Jean-Loup Dabadie e Mogol – musica: Riccardo Cocciante)
5. Star – 3:13

## Musicisti[6]
- Riccardo Cocciante - voce, arrangiamenti
- Paul Buckmaster - arrangiamenti
- Vic Linton - chitarra elettrica
- Carlos Bonell - chitarra classica
- Gavyn Wright - violino
- Ray Warleigh - sax contralto